# メディアのハルパゴス
ハルパゴス（ギリシア語: Ἅρπαγος、ラテン文字転写：Harpagos、紀元前6世紀）はメディア王国およびアケメネス朝ペルシアの将軍である。メディアに反旗を翻したキュロス2世に協力し、メディアを滅ぼした。

## アステュアゲスへの復讐
メディアの王アステュアゲスに仕えていたハルパゴスは、不吉な夢を見た王によって赤子だったキュロス（アステュアゲスの娘マンダネの子。のちのキュロス2世）を殺すよう命ぜられた。ハルパゴスは、アステュアゲスが心変わりし王の孫である赤子を殺害した自分を処罰するのではないかと恐れ、代わりにアステュアゲスの家来のミトリダテスという牛飼いに手を下させようとして、赤子を預けた。ところが、赤子を哀れんだミトリダテスは死産した我が子を身代わりにし、ひそかにキュロスを育てた。
しかし、やがてこのことはアステュアゲスの知るところとなり、アステュアゲスに呼ばれたハルパゴスは真実を話した。このときアステュアゲスは怒りを表には出さず、ハルパゴスは13歳になる一人息子を王宮に寄越すよう命じられ、ハルパゴスはアステュアゲスの元へ息子を向わせたが、息子は殺されて遺体は調理された。
その後、ハルパゴスはアステュアゲスに宴会にを呼ばれ、その材料を明かされぬまま料理を食べた。食後のハルパゴスはアステュアゲスに料理の味を問われ「美味でした」と答えた。そこでアステュアゲスは遺体の残りをハルパゴスに見せ「お前が今食べた肉は何の肉か分かったか」と聞いた。この時ハルパゴスは特に驚いた様子も見せず「何の肉かは分かりました。私は王のなさることにはどんなことでも満足です」と答え、遺体の残りを持ち帰った。やがて王はこのことを忘れたが、ハルパゴスの胸中には王への確かな憎悪が生まれた。
ハルパゴスはその後もアステュアゲスに忠実に仕えたが、その裏で成人してメディアに従属するアンシャンの王になっていたキュロスに近づいたり、メディアの重臣たちにキュロスを擁立するよう根回しをするといった工作を行い、準備が整うとキュロスにアステュアゲスに反乱を起こすよう勧めた。そして、キュロスは紀元前552年にメディアに反乱を起こした。この時、アステュアゲスはハルパゴスをキュロス討伐軍の総司令官に任命したが、キュロス率いるペルシア軍と交戦するや否や、ハルパゴスはメディアを裏切ってキュロスを勝たせ、最終的にキュロスはメディアを滅ぼした（紀元前550年）。敗れて捕えられたアステュアゲスの元にやって来たハルパゴスは、アステュアゲスを散々罵り、宴会でのことに触れ、王から奴隷になり下がるのはどんな気分かと尋ねた。アステュアゲスはその問いかけには答えずにハルパゴスの行いを非難した。

## ペルシアの将軍として
ペルシアの将軍としてキュロスに仕えたハルパゴスは、キュロスのリュディア遠征に参加した。リュディア軍との会戦においてハルパゴスは「ラクダに騎兵を乗せる」という奇策を提案し勝利の立役者となった。続いてキュロスはリュディアの都サルディスを落とし、リュディアの王クロイソスを虜とした。リュディア滅亡後、ハルパゴスはポカイアやテオス、ミレトスといったイオニアのギリシア人のポリス、カリア、カウノス、リュキアといった小アジアの諸地域を次々と征服してペルシアの勢力拡大に貢献した。ハルパゴスがいつ死んだのかは不明であるが、その子孫はリュキアの統治者となった。

## 関連作品
- 『ヒストリエ』 - 岩明均の漫画作品。第8話（単行本第1巻に収録）において主人公が語る逸話として描かれている。ハルパゴスがメディアに反旗を翻す場面の画像で有名[7]。